# Plan comptable général (France)
Le plan comptable général, abrégé PCG, est une réglementation de normalisation comptable en France, édicté par l'Autorité des normes comptables (ANC). Le PCG définit les règles comptables applicables aux entreprises domiciliées en France, ainsi que la présentation de leurs comptes financiers, bilans, comptes de résultats, rapports et annexes.
Le PCG est défini par le règlement no 2014-03 de l'ANC, homologué par le ministre chargé du Budget. Il se présente sous forme d'articles.

## Historique
Le premier PCG français est adopté en 1943 sous le gouvernement de Vichy par Philippe Pétain. La volonté d'instaurer une économie dirigée et de gérer la pénurie engendrée par l'occupation de la France par l'Allemagne pendant la Seconde Guerre mondiale favorise son adoption. Le PCG est conservé après la Seconde Guerre mondiale, devenant un outil indispensable à la reconstruction, la planification, et au contrôle de l'activité économique. Des modifications sont adoptées en 1947 puis en 1957 et 1982.
En 1995, il émerge de nouveau grâce à la modification du droit comptable. Les prochaines modifications se feront par l'ANC, nouvel organisme de normalisation comptable créé par l'ordonnance no 2009-79 du 22 janvier 2009.

## Contenu
Le plan comptable général :
- rappelle les objets et les principes de la comptabilité ;
- définit les principales notions utilisées : bilan, compte de résultat et annexe, passif et actif, produits, charges et résultat, et présente les règles de comptabilisation et d'évaluation ;
- précise les règles de tenue des comptes et fournit notamment la nomenclature complète des comptes (chapitre IV « Fonctionnement des comptes » du titre IV : voir « Cadre comptable » ci-dessous) ;
- décrit les documents de synthèse (comptes annuels) ;
- reprend en annexe certaines règles de comptabilisation particulières, ainsi que des avis du Conseil national de la comptabilité et du Comité d'urgence.

## Cadre comptable
| Comptes de bilan                                                                            | Comptes de bilan                                                           | Comptes de bilan                                                                          | Comptes de bilan                                  | Comptes de bilan                                    | Comptes de résultat                                                                   | Comptes de résultat                                                     | Documents annexes                              |
| Classe 1                                                                                    | Classe 2                                                                   | Classe 3                                                                                  | Classe 4                                          | Classe 5                                            | Classe 6                                                                              | Classe 7                                                                | Classe 8                                       |
| ------------------------------------------------------------------------------------------- | -------------------------------------------------------------------------- | ----------------------------------------------------------------------------------------- | ------------------------------------------------- | --------------------------------------------------- | ------------------------------------------------------------------------------------- | ----------------------------------------------------------------------- | ---------------------------------------------- |
| Comptes de capitaux (capitaux propres, autres fonds propres, emprunts et dettes assimilées) | Comptes d'immobilisations                                                  | Comptes de stocks et en-cours                                                             | Comptes de tiers                                  | Comptes financiers                                  | Comptes de charges                                                                    | Comptes de produits                                                     | Comptes spéciaux (rajoutés à titre informatif) |
| 10. Capital et réserves                                                                     | 20. Immobilisations incorporelles                                          | Non affecté                                                                               | 40. Fournisseurs et comptes rattachés             | 50. Valeurs mobilières de placement                 | 60. Achats (sauf 603) 603. Variations des stocks (approvisionnements et marchandises) | 70. Ventes de produits fabriqués, prestations de services, marchandises | 80. Engagements                                |
| 11. Report à nouveau                                                                        | 21. Immobilisations corporelles                                            | 31. Matières premières (et fournitures)                                                   | 41. Clients et comptes rattachés                  | 51. Banques, établissements financiers et assimilés | 61. Services extérieurs                                                               | 71. Production stockée (ou déstockage)                                  | Non affecté                                    |
| 12. Résultat de l'exercice                                                                  | 22. Immobilisations mises en concession                                    | 32. Autres approvisionnements                                                             | 42. Personnel et comptes rattachés                | 52. Instruments de trésorerie                       | 62. Autres services extérieurs                                                        | 72. Production immobilisée                                              | Non affecté                                    |
| 13. Subventions d'investissement                                                            | 23. Immobilisations en cours                                               | 33. En-cours de production de biens                                                       | 43. Sécurité sociale et autres organismes sociaux | 53. Caisse                                          | 63. Impôts, taxes et versements assimilés                                             | Non affecté                                                             | Non affecté                                    |
| 14. Provisions réglementées                                                                 | Non affecté                                                                | 34. En-cours de production de services                                                    | 44. État et autres collectivités publiques        | 54. Régies d'avances et accréditifs                 | 64. Charges de personnel                                                              | 74. Subventions d'exploitation                                          | Non affecté                                    |
| 15. Provisions                                                                              | 25. Parts dans des entreprises liées et créances sur des entreprises liées | 35. Stocks de produits                                                                    | 45. Groupe et associés                            | Non affecté                                         | 65. Autres charges de gestion courante                                                | 75. Autres produits de gestion courante                                 | Non affecté                                    |
| 16. Emprunts et dettes                                                                      | 26. Participations et créances rattachées à des participations             | 36. Compte à ouvrir, le cas échéant, sous l'intitulé "stocks provenant d'immobilisations" | 46. Débiteurs divers et créditeurs divers         | Non affecté                                         | 66. Charges financières                                                               | 76. Produits financiers                                                 | Non affecté                                    |
| 17. Dettes rattachées à des participations                                                  | 27. Autres immobilisations financières                                     | 37. Stocks de marchandises                                                                | 47. Comptes transitoires ou d'attente             | Non affecté                                         | 67. Charges exceptionnelles                                                           | 77. Produits exceptionnels                                              | Non affecté                                    |
| 18. Comptes de liaison des établissements et sociétés en participation                      | 28. Amortissements des immobilisations                                     | 38. Stocks en voie d'acheminement, mis en dépôt ou donnés en consignation                 | 48. Comptes de régularisation                     | 58. Virements internes                              | 68. Dotations aux amortissements et provisions                                        | 78. Reprises sur amortissements et provisions                           | 88. Résultat en instance d'affectation         |
| Non affecté                                                                                 | 29. Dépréciation des immobilisations                                       | 39. Dépréciations des stocks et en-cours                                                  | 49. Dépréciation des comptes de tiers             | 59. Dépréciation des comptes financiers             | 69. Participation des salariés - impôts sur les bénéfices et assimilés                | 79. Transferts de charges                                               | 89. Bilan                                      |

## Règles d'établissement d'un plan de comptes
Le plan de comptes est suffisamment détaillé pour permettre l'enregistrement des opérations conformément aux normes comptables.
Lorsque les comptes prévus par les normes comptables ne suffisent pas à l'entité pour enregistrer distinctement toutes ses opérations, elle peut ouvrir toute subdivision nécessaire.
Inversement, si les comptes prévus sont trop détaillés par rapport aux besoins de l'entité, elle peut regrouper les comptes dans un compte global de même niveau ou de niveau plus contracté, conformément aux possibilités ouvertes par l'article visé ci-avant.
Les opérations sont réparties en 8 classes de comptes.
Le numéro de chacune des classes 1 à 8 constitue le premier chiffre des numéros de tous les comptes de la classe considérée.
Chaque compte peut lui-même se subdiviser. Le numéro de chaque compte divisionnaire commence toujours par le numéro du compte ou sous-compte dont il constitue une subdivision.
Dans les comptes à trois chiffres et plus, le zéro terminal ou la série terminale de zéros a une signification de regroupement de comptes ou de compte global.
Le compte de terminaison zéro est utilisé comme compte de regroupement lorsque les opérations ont fait, pour des besoins d'analyse, l'objet d'un classement préalable dans des comptes de même niveau se terminant par les chiffres de 1 à 8.
Le compte de terminaison zéro est utilisé comme compte global lorsque aucune analyse ne s'impose pour les opérations à classer dans le compte de niveau immédiatement supérieur.
Les entités peuvent inscrire directement la totalité des opérations concernées dans le compte de niveau supérieur ou, dans un souci d'homogénéité du plan de comptes, ouvrir un compte de même intitulé en lui adjoignant un ou plusieurs zéro à sa droite.
Toutefois cette utilisation du zéro ne peut pas avoir pour effet de faire obstacle à la présentation normalisée des documents de synthèse.
Dans les comptes à deux chiffres, les comptes de terminaison 1 à 8 ont une signification de regroupement. Par dérogation à cette règle, le compte 28 « Amortissements des immobilisations » fonctionne comme un compte de sens contraire de celui des comptes de la classe concernée. Le sens contraire au sens habituel du compte est d'ailleurs signifié par un 9 (4191 pour "Clients - Avances et acomptes reçus sur commande", 4091 pour Fournisseurs - Avances et acomptes versés sur commandes", 4096 pour Fournisseurs - Créances pour emballages à rendre, 4196 pour Clients - Dettes sur emballages consignés, 709 pour RRR obtenus sur achats…).
Dans les comptes à trois chiffres et plus, les terminaisons 1 à 8 enregistrent le détail des opérations couvertes par le compte de niveau immédiatement supérieur ou par le compte de même niveau de terminaison zéro.
Dans les comptes de la classe 4, la terminaison 8 est affectée à l'enregistrement des produits à recevoir et des charges à payer rattachés aux comptes qu'ils concernent.
Dans les comptes à deux chiffres, les comptes de bilan se terminant par 9 identifient les provisions pour dépréciation des classes 2 à 5 correspondantes.
Dans les comptes à trois chiffres et plus, pour les comptes de bilan, la terminaison 9 permet d'identifier les opérations de sens contraire à celles normalement couvertes par le compte de niveau immédiatement supérieur et classées dans les subdivisions se terminant par 1 à 8.
Trois plans de comptes sont définis :
- Un système abrégé, comprenant uniquement les comptes apparaissant en gras.
- Un système de base, comprenant les comptes n'apparaissant pas en italiques.
- Un système développé, comprenant tous les comptes.

## Classe 1: Comptes de capitaux
Les comptes de la classe 1 regroupent :
- les capitaux propres qui correspondent à la somme algébrique :
  - des apports : capital, primes liées au capital,
  - des écarts de réévaluation,
  - des écarts d'équivalence,
  - des bénéfices autres que ceux pour lesquels une décision de distribution est intervenue : réserves, report à nouveau créditeur, bénéfice de l'exercice,
  - des pertes : report à nouveau débiteur, perte de l'exercice,
  - des subventions d'investissement,
  - des provisions réglementées.

Au sein des capitaux propres, la situation nette est établie après affectation du résultat de l'exercice. Elle exclut les subventions d'investissement et les provisions réglementées :
- les autres fonds propres qui comprennent le montant des émissions de titres participatifs, les avances conditionnées et les droits du concédant ;
- les provisions pour risques et charges ;
- les emprunts et dettes assimilées ;
- les dettes rattachées à des participations ;
- les comptes de liaison des établissements et sociétés en participation.

### 10. Capital et réserves
Selon la forme juridique (exploitant individuel ou société) sous laquelle s'exerce l'activité de l'entité, les apports et les bénéfices accumulés sont enregistrés différemment.

### 11. Report à nouveau
Le compte 11 peut être subdivisé afin de distinguer le report à nouveau bénéficiaire et le report à nouveau déficitaire.
En l'absence de bénéfices, les intérêts intercalaires, alloués aux apports des associés en vertu d'une clause de garantie par l'État d'un dividende minimal, sont inscrits au compte 11.

### 12. Résultat de l'exercice
Le compte 12 enregistre pour solde les comptes de charges et les comptes de produits de l'exercice.
Le solde créditeur du compte 12 représente un bénéfice, les produits étant supérieurs aux charges. Le solde débiteur du compte 12 représente une perte, les charges étant supérieures aux produits.
Le compte 12 est soldé après décision d'affectation du résultat. Dans les sociétés, les montants non distribués et non affectés à un compte de réserves sont virés au compte 11. À l'ouverture des comptes de l'exercice suivant, les entités ont la possibilité d'utiliser un compte spécial 88. Dans les entreprises individuelles, le solde du compte 12 est viré au compte 101.
Les entités peuvent utiliser les comptes 120 ou 129 pour enregistrer le bénéfice ou la perte. Elles ont la faculté d'utiliser les comptes 121 à 128, à leur convenance, pour dégager, par exemple, des soldes intermédiaires de gestion.

### 13. Subventions d'investissement
Les comptes 131, 138, 1391 et 1398 comprennent les sous-comptes suivants dans le plan comptable détaillé :
- xxx1 - État
- xxx2 - Régions
- xxx3 - Départements
- xxx4 - Communes
- xxx5 - Collectivités publiques
- xxx6 - Entreprises publiques
- xxx7 - Entreprises et organismes privés
- xxx8 - Autres

### 14. Provisions réglementées
Les provisions réglementées sont des provisions qui ne correspondent pas à l'objet normal d'une provision. Ce sont des avantages fiscaux. Elles sont comptabilisées en application de dispositions légales.
Elles sont créées suivant un mécanisme analogue à celui des provisions proprement dites.
Ont le caractère de provisions réglementées les provisions :
- pour investissement relative à la participation des salariés ;
- pour hausse des prix ;
- pour fluctuation des cours ;
- autorisées spécialement pour certaines professions, par exemple pour la reconstitution de gisements minier et pétrolier.

Sont assimilés, du point de vue de leur fonctionnement comptable, à des provisions réglementées :
- les amortissements dérogatoires ;
- la provision spéciale de réévaluation consécutive à l'application de la loi no 77-1467 du 30 décembre 1977 ;
- les plus-values réinvesties dans des actifs encore au bilan.

Le fonctionnement des comptes de provisions réglementées est identique à celui des comptes de la sous-classe 15.

### 15. Provisions pour risques et charges
Lors de la constitution d'une provision pour risques et charges, le compte de provisions est crédité par le débit :
- du compte 681, lorsqu'elle concerne l'exploitation ;
- du compte 686, lorsqu'elle affecte l'activité financière de l'entité ;
- du compte 687, lorsqu'elle a un caractère exceptionnel.

Il est réajusté à la fin de chaque exercice par :
- le débit du compte de dotations correspondant, lorsque le montant de la provision est augmenté ;
- le crédit du compte 781, du compte 786, ou du compte 787, lorsque le montant de la provision doit être diminué ou annulé, la provision étant devenue, en tout ou partie, sans objet.

Lors de la réalisation du risque ou de la survenance de la charge, la provision antérieurement constituée est soldée par le crédit du compte 781, du compte 786, ou du compte 787. Corrélativement, la charge intervenue est inscrite au compte intéressé de la classe 6.

### 16. Emprunts et dettes assimilées
Le compte 16 enregistre d'une part les emprunts, d'autre part les dettes financières assimilées à des emprunts, à l'exception de celles enregistrées au compte 17.
Les comptes 161, 162, 163, 164, 165, 166, 167 et 168 peuvent être subdivisés pour identifier :
- les emprunts et dettes assimilées contractés en France et à l'étranger, en euros ou en devises ;
- la partie des emprunts et dettes assimilées dont les échéances sont à long terme, à moyen terme ou à court terme.

Les intérêts courus sur emprunts et dettes sont regroupés dans une subdivision du compte 168.
Les entités peuvent également subdiviser les comptes d'emprunts pour identifier les emprunts contractés auprès d'entités liées ou avec lesquelles elles ont un lien de participation.

### 18. Comptes de liaison des établissements et sociétés en participation
Le compte 18 est utilisé pour comptabiliser des cessions entre établissements, succursales, usines ou ateliers d'une même entité qui tiennent des comptabilités autonomes.
- Les entités peuvent évaluer les cessions internes soit au coût du produit cédé ou du service fourni, soit pour une valeur différente de ce coût. Mais dans ce dernier cas les stocks de produits fabriqués par l'établissement cessionnaire avec des éléments fournis par l'établissement cédant sont évalués au coût de production pour l'entité, abstraction faite du résultat fictif inclus dans le prix de cession de ces éléments.
- Pour l'ensemble de l'entité, les comptes 186 et 187 présentent des soldes qui s'annulent : les sommes portées au crédit du compte 187 par les établissements fournisseurs et les sommes inscrites au débit du compte 186 par les établissements clients s'équilibrent entre eux.
- Lorsque chacun de leurs établissements tient une comptabilité analytique distincte dans le cadre d'une comptabilité générale unique pour l'ensemble des établissements, le compte 18 n'est pas utilisé. Les cessions internes sont enregistrées en comptabilité analytique ; la comptabilité générale n'enregistre que les opérations faites avec les tiers.

Le compte 18 est également utilisé pour les opérations réalisées par l'intermédiaire d'une société en participation.

## Classe 2: Comptes d'immobilisations
Les comptes de la classe 2 regroupent les immobilisations incorporelles, les immobilisations corporelles, les immobilisations financières, les amortissements et provisions relatifs aux immobilisations.

### 20. Immobilisations incorporelles
- 201. Frais d'établissement
  - 2011. Frais de constitution
  - 2012. Frais de premier établissement
    - 20121. Frais de prospection
    - 20122. Frais de publicité

  - 2013. Frais d'augmentation de capital et d'opérations diverses (fusions, scissions, transformations)
- 203. Frais de recherche et de développement
- 205. Concessions et droits similaires, brevets, licences, marques, procédés, logiciels, droits et valeurs similaires
- 206. Droit au bail
- 207. Fonds commercial
- 208. Autres immobilisations incorporelles

### 21. Immobilisations corporelles
- 211. Terrains
  - 2111. Terrains nus
  - 2112. Terrains aménagés
  - 2113. Sous-sols et sur-sols
  - 2114. Terrains de gisement
    - 21141. Carrières

  - 2115. Terrains bâtis
    - 21151. Ensembles immobiliers industriels (A, B…)
    - 21155. Ensembles immobiliers administratifs et commerciaux (A, B…)
    - 21158. Autres ensembles immobiliers
      - 211581. Affectés aux opérations professionnelles (A, B…)
      - 211588. Affectés aux opérations non professionnelles (A, B…)

  - 2116. Compte d'ordre sur immobilisation (art. 6 du décret no 78-737 du 11 juillet 1978)
- 212. Agencements et aménagements de terrains (même ventilation que celle du compte 211)
- 213. Constructions
  - 2131. Bâtiments
    - 21311. Ensembles immobiliers industriels (A, B…)
    - 21315. Ensembles immobiliers administratifs et commerciaux (A, B…)
    - 21318. Autres ensembles immobiliers
      - 213181. Affectés aux opérations professionnelles (A, B…)
      - 213188. Affectés aux opérations non professionnelles (A, B…)

  - 2135. Installations générales, agencements, aménagements des constructions (même ventilation que celle du compte 2131)
  - 2138. Ouvrages d'infrastructure
    - 21381. Voies de terre
    - 21382. Voies de fer
    - 21383. Voies d'eau
    - 21384. Barrages
    - 21385. Pistes d'aérodromes
- 214. Constructions sur sol d'autrui (même ventilation que celle du compte 213)
- 215. Installations techniques, matériel et outillage industriels
  - 2151. Installations complexes spécialisées
    - 21511. - sur sol propre
    - 21514. - sur sol d'autrui

  - 2153. Installations à caractère spécifique
    - 21531. - sur sol propre
    - 21534. - sur sol d'autrui

  - 2154. Matériel industriel
  - 2155. Outillage industriel
  - 2157. Agencements et aménagements du matériel et outillage industriels
- 218. Autres immobilisations corporelles
  - 2181. Installations générales, agencements, aménagements divers
  - 2182. Matériel de transport
  - 2183. Matériel de bureau et matériel informatique
  - 2184. Mobilier
  - 2185. Cheptel
  - 2186. Emballages récupérables

### 22. Immobilisations mises en concession
- (221. Constructions)
- (223. Autres droits réels sur des immeubles)

Ces 2 comptes ne font pas partie du Plan comptable général

### 23. Immobilisations en cours
- 231. Immobilisations corporelles en cours
  - 2312. Terrains
  - 2313. Constructions
  - 2315. Installations techniques, matériel et outillage industriels
  - 2318. Autres immobilisations corporelles
- 232. Immobilisations incorporelles en cours
- 237. Avances et acomptes versés sur commandes d'immobilisations incorporelles
- 238. Avances et acomptes versés sur commandes d'immobilisations corporelles
  - 2382. Terrains
  - 2383. Constructions
  - 2385. Installations techniques, matériel et outillage industriels
  - 2388. Autres immobilisations corporelles

### 26. Participations et créances rattachées à des participations
Constituent des participations, les droits dans le capital d'établissements publics, semi-publics ou privés (S.E.M.) matérialisés ou non par des titres.
- 261. Titres de participation
  - 2611. Actions
  - 2618. Autres titres
- 262. Titres évalués par équivalence
- 266. Autres formes de participation
- 267. Créances rattachées à des participations
  - 2671. Créances rattachées à des participations (groupe)
  - 2674. Créances rattachées à des participations (hors groupe)
  - 2675. Versements représentatifs d'apports non capitalisés (appel de fonds)
  - 2676. Avances consolidables
  - 2677. Autres créances rattachées à des participations
  - 2678. Intérêts courus
- 268. Créances rattachées à des sociétés en participation
  - 2681. Principal
  - 2688. Intérêts courus
- 269. Versements restant à effectuer sur titres de participation non libérés

### 27. Autres immobilisations financières
- 271. Titres immobilisés autres que les titres immobilisés de l'activité portefeuille (droit de propriété)
  - 2711. Actions
  - 2718. Autres titres
- 272. Titres immobilisés (droits de créance)
  - 2721. Obligations
  - 2722. Bons
- 273. Titres immobilisés de l'activité portefeuille (TIAP)
- 274. Prêts
  - 2741. Prêts participatifs
  - 2742. Prêts aux associés
  - 2743. Prêts au personnel
  - 2748. Autres prêts
- 275. Dépôts et cautionnements versés
  - 2751. Dépôts
  - 2755. Cautionnements
- 276. Autres créances immobilisées
  - 2761. Créances diverses
  - 2768. Intérêts courus
    - 27682. Sur titres immobilisés (droits de créance)
    - 27684. Sur prêts
    - 27685. Sur dépôts et cautionnements
    - 27688. Sur créances diverses
- 277. Actions propres ou parts propres
  - 2771. Actions propres ou parts propres
  - 2772. Actions propres ou parts propres en voie d'annulation
- 279. Versements restant à effectuer sur titres immobilisés non libérés

### 28. Amortissements des immobilisations
- 280. Amortissements des immobilisations incorporelles
  - 2801. Frais d'établissement (même ventilation que celle du compte 201)
  - 2803. Frais de recherche et développement
  - 2805. Concessions et droits similaires, brevets, licences, logiciels, droits et valeurs similaires
  - 2807. Fonds commercial
  - 2808. Autres immobilisations incorporelles
- 281. Amortissements des immobilisations corporelles
  - 2811. Terrains de gisement
  - 2812. Agencements, aménagements de terrains (même ventilation que celle du compte 212)
  - 2813. Constructions (même ventilation que celle du compte 213)
  - 2814. Constructions sur sol d'autrui (même ventilation que celle du compte 214)
  - 2815. Installations techniques, matériel et outillage industriels (même ventilation que celle du compte 215)
  - 2818. Autres immobilisations corporelles (même ventilation que celle du compte 218)
- 282. Amortissements des immobilisations mises en concession

### 29. Dépréciations des immobilisations
- 290. Dépréciations des immobilisations incorporelles
  - 2905. Marques, procédés, droits, et valeurs similaires
  - 2906. Droit au bail
  - 2907. Fonds commercial
  - 2908. Autres immobilisations incorporelles
- 291. Dépréciations des immobilisations corporelles (même ventilation que celle du compte 21)
  - 2911. Terrains (autres que terrains de gisement)
- 292. Dépréciations des immobilisations mises en concession
- 293. Dépréciations des immobilisations en cours
  - 2931. Immobilisations corporelles en cours
  - 2932. Immobilisations incorporelles en cours
- 296. Dépréciations des participations et créances rattachées à des participations
  - 2961. Titres de participation
  - 2966. Autres formes de participation
  - 2967. Créances rattachées à des participations (même ventilation que celle du compte 267)
  - 2968. Créances rattachées à des sociétés en participation (même ventilation que celle du compte 268)
- 297. Dépréciations des autres immobilisations financières
  - 2971. Titres immobilisés autres que les titres immobilisés de l'activité portefeuille - droit de propriété (même ventilation que celle du compte 271)
  - 2972. Titres immobilisés - droit de créance (même ventilation que celle du compte 272)
  - 2973. Titres immobilisés de l'activité portefeuille
  - 2974. Prêts (même ventilation que celle du compte 274)
  - 2975. Dépôts et cautionnements versés (même ventilation que celle du compte 275)
  - 2976. Autres créances immobilisées (même ventilation que celle du compte 276).

## Classe 3: Comptes de stocks et en-cours
Pour les stocks et les en-cours, existent deux critères de classement :
1. La nature physique du bien ou la nature du service ;
2. L'ordre chronologique du cycle de production : approvisionnement, production en cours, production, stock à revendre en l'état.

Pour le classement des biens et des services acquis à l'extérieur et nécessaires à l'exercice de ses activités, l'entité utilise le critère de la nature physique.
Elle établit la nomenclature de biens et services qui correspond le mieux à ses besoins internes de gestion.

### 31. Matières premières (et fournitures)
- 311. Matières (ou groupe) A
- 312. Matières (ou groupe) B
- 317. Fournitures A, B, C…

### 32. Autres approvisionnements
- 321. Matières consommables
  - 3211. Matières (ou groupe) C
  - 3212. Matières (ou groupe) D
- 322. Fournitures consommables
  - 3221. Combustibles
  - 3222. Produits d'entretien
  - 3223. Fournitures d'atelier et d'usine
  - 3224. Fournitures de magasin
  - 3225. Fournitures de bureau
- 326. Emballages
  - 3261. Emballages perdus
  - 3265. Emballages récupérables non identifiables
  - 3267. Emballages à usage mixte

### 33. En-cours de production de biens
- 331. Produits en cours
  - 3311. Produits en cours P 1
  - 3312. Produits en cours P 2
- 335. Travaux en cours
  - 3351. Travaux en cours T 1
  - 3352. Travaux en cours T 2

### 34. En-cours de production de services
- 341. Études en cours
  - 3411. Études en cours E 1
  - 3412. Études en cours E 2
- 345. Prestations de service en cours
  - 3451. Prestations de services S 1
  - 3452. Prestations de services S 2

### 35. Stocks de produits
- 351. Produits intermédiaires
  - 3511. Produits intermédiaires (ou groupe) A
  - 3512. Produits intermédiaires (ou groupe) B
- 355. Produits finis
  - 3551. Produits finis (ou groupe) A
  - 3552. Produits finis (ou groupe) B
- 358. Produits résiduels (ou matières de récupération)
  - 3581. Déchets
  - 3585. Rebut
  - 3586. Matières de récupération

### 37. Stocks de marchandises
- 371. Marchandises (ou groupe) A
- 372. Marchandises (ou groupe) B

### 38. Stocks en voie d'acheminement, mis en dépôt ou donnés en consignation (en cas d'inventaire en comptabilité générale)
En ce qui concerne les stocks dont l'entité est déjà propriétaire mais qui sont en voie d'acheminement, c'est-à-dire non encore réceptionnés, ou en ce qui concerne les stocks mis en dépôt ou en consignation, le compte 38 peut être utilisé pour comptabiliser les stocks jusqu'à réception dans les magasins de l'entité ou dans ceux du dépositaire ou consignataire. Dès réception, ces stocks sont ventilés dans les comptes correspondant à leur nature. En fin de période si le compte 38 n'est pas soldé, les entités donnent le détail des stocks ainsi comptabilisés.

### 39. Dépréciations des stocks et en-cours
- 391. Dépréciations des matières premières (et fournitures)
  - 3911. Matières (ou groupe) A
  - 3912. Matières (ou groupe) B
  - 3917. Fournitures A, B, C…
- 392. Dépréciations des autres approvisionnements
  - 3921. Matières consommables (même ventilation que celle du compte 321)
  - 3922. Fournitures consommables (même ventilation que celle du compte 322)
  - 3926. Emballages (même ventilation que celle du compte 326)
- 393. Dépréciations des en-cours de production de biens
  - 3931. Produits en cours (même ventilation que celle du compte 331)
  - 3935. Travaux en cours (même ventilation que celle du compte 335)
- 394. Dépréciations des en-cours de production de services
  - 3941. Études en cours (même ventilation que celle du compte 341)
  - 3945. Prestations de services en cours (même ventilation que celle du compte 345)
- 395. Dépréciations des stocks de produits
  - 3951. Produits intermédiaires (même ventilation que celle du compte 351)
  - 3955. Produits finis (même ventilation que celle du compte 355)
- 397. Dépréciations des stocks de marchandises
  - 3971. Marchandises (ou groupe) A
  - 3972. Marchandises (ou groupe) B

## Classe 4: Comptes de tiers
Les comptes de la classe 4 enregistrent :
- les créances et les dettes liées à des opérations non exclusivement financières faites en général à court terme,
- les écritures de régularisation des charges et des produits.

Par extension, figurent dans les comptes de la classe 4, les comptes rattachés aux comptes de tiers et destinés à enregistrer soit des modes de financement liés aux dettes et aux créances c'est-à-dire effets à payer et effets à recevoir, soit des dettes et des créances à venir se rapportant à l'exercice c'est-à-dire charges à payer et produits à recevoir.
Les comptes de régularisation enregistrent, d'une part, les charges et les produits comptabilisés dans l'exercice mais se rapportant directement à l'exercice ou aux exercices suivants, d'autre part les charges comptabilisées dans l'exercice mais pouvant être réparties systématiquement sur plusieurs exercices ultérieurs.
Les comptes de régularisation sont utilisés pour répartir les charges et les produits dans le temps, de manière à rattacher à chaque exercice les charges et les produits qui le concernent effectivement, et ceux-là seulement.

### 40. Fournisseurs et comptes rattachés
- 400. Fournisseurs et comptes rattachés
- 401. Fournisseurs
  - 4011. Fournisseurs - Achats de biens ou de prestations de services
  - 4017. Fournisseurs - Retenues de garantie
- 403. Fournisseurs - Effets à payer
- 404. Fournisseurs d'immobilisations
  - 4041. Fournisseurs - Achats d'immobilisations
  - 4047. Fournisseurs d'immobilisations - Retenues de garantie
- 405. Fournisseurs d'immobilisation - Effets à payer
- 408. Fournisseurs - Factures non parvenues
  - 4081. Fournisseurs
  - 4084. Fournisseurs d'immobilisations
  - 4088. Fournisseurs - Intérêts courus
- 409. Fournisseurs débiteurs
  - 4091. Fournisseurs - Avances et acomptes versés sur commandes
  - 4096. Fournisseurs - Créances pour emballages et matériel à rendre
  - 4097. Fournisseurs - Autres Avoirs
    - 40971. Fournisseurs d'exploitation
    - 40974. Fournisseurs d'immobilisations

  - 4098. Rabais, remises, ristournes à obtenir et autres avoirs non encore reçus

### 41. Clients et comptes rattachés
- 410. Clients et comptes rattachés
- 411. Clients
  - 4111. Clients - Ventes de biens ou de prestations de services
  - 4117. Clients - Retenues de garantie
- 412. Cotisants
- 413. Clients - Effets à recevoir
- 416. Clients douteux ou litigieux (Supprimé par le règlement no 99-08 du CRC)
- 418. Clients - Produits non encore facturés
  - 4181. Clients - Factures à établir
  - 4188. Clients - Intérêts courus
- 419. Clients créditeurs
  - 4191. Clients - Avances et acomptes reçus sur commandes
  - 4196. Clients - Dettes pour emballages et matériels consignés
  - 4197. Clients - Autres avoirs
  - 4198. Rabais, remises, ristournes à accorder et autres avoirs à établir

### 42. Personnel et comptes rattachés
- 421. Personnel - Rémunérations dues
- 422. Comités d'entreprise, d'établissement…
- (423. Notes de frais (compte non indiqué dans le PCG, c'est un compte issu de la pratique))
- 424. Participations des salariés aux résultats
  - 4246. Réserve spéciale (art. L. 442-2 du Code du travail)
  - 4248. Compte courants
- 425. Personnel - Avances et acomptes
- 426. Personnel - Dépôts
- 427. Personnel - Oppositions
- 428. Personnel - Charges à payer et produits à recevoir
  - 4282. Dettes provisionnées pour congés à payer
  - 4284. Dettes provisionnées pour participation des salariés aux résultats
  - 4286. Autres charges à payer
  - 4287. Produits à recevoir

### 43. Sécurité sociale et autres organismes sociaux
- 431. Sécurité sociale
- 437. Autres organismes sociaux
- 438. Organismes sociaux - Charges à payer et produits à recevoir
  - 4382. Cotisations sociales sur congés à payer
  - 4386. Autres charges à payer
  - 4387. Produits à recevoir

### 44. État et autres collectivités publiques
- 441. État - Subventions à recevoir
  - 4411. Subventions d'investissement
  - 4417. Subventions d'exploitation
  - 4418. Subventions d'équilibre
  - 4419. Avances sur subventions
- 442. État - Impôts et taxes recouvrables sur des tiers
  - 4421. Prélèvement à la source
  - 4424. Obligataires
  - 4425. Associés
- 443. Opérations particulières avec l'État, les collectivités publiques, les organismes internationaux
  - 4431. Créances sur l'État résultant de la suppression de la règle du décalage d'un mois en matière de TVA
  - 4438. Intérêts courus sur créances figurant au compte 4431
- 444. État - Impôts sur les bénéfices
- 445. État - Taxes sur le chiffre d'affaires
  - 4452. TVA due intracommunautaire
  - 4455. Taxes sur le chiffre d'affaires à décaisser
    - 44551. TVA à décaisser
    - 44558. Taxes assimilées à la TVA

  - 4456. Taxes sur le chiffre d'affaires déductibles
    - 44562. TVA (déductible) sur immobilisations
    - 44563. TVA (déductible) transférée par d'autres entreprises
    - 44566. TVA (déductible) sur autres biens et services
    - 44567. Crédit de TVA à reporter (déductible)
    - 44568. Taxes assimilées à la TVA

  - 4457. Taxes sur le chiffre d'affaires collectées par l'entreprise
    - 44571. TVA collectée
    - 44578. Taxes assimilées à la TVA

  - 4458. Taxes sur le chiffre d'affaires à régulariser ou en attente
    - 44581. Acomptes - Régime simplifié d'imposition
    - 44582. Acomptes - Régime du forfait
    - 44583. Remboursement de taxes sur le chiffre d'affaires demandé
    - 44584. TVA récupérée d'avance
    - 44586. Taxes sur le chiffre d'affaires sur factures non parvenues
    - 44587. Taxes sur le chiffre d'affaires sur factures à établir
- 446. Obligations cautionnées
- 447. Autres impôts, taxes et versements assimilés
- 448. État - Charges à payer et produits à recevoir
  - 4482. Charges fiscales sur congés à payer
  - 4486. Charges à payer
  - 4487. Produits à recevoir
- 449. Quotas d'émission à restituer à l'État

### 45. Groupe et associés
- 451. Groupe
- 455. Associés - Comptes courants
  - 4551. Principal
  - 4558. Intérêts courus
- 456. Associés - Opérations sur le capital
  - 4561. Associés - Comptes d'apport en société
    - 45611. Apports en nature
    - 45615. Apports en numéraire

  - 4562. Apporteurs - Capital appelé non versé
    - 45621. Actionnaires - Capital souscrit et appelé, non versé
    - 45625. Associés - Capital appelé, non versé

  - 4563. Associés - Versements reçus sur augmentation de capital
  - 4564. Associés - Versements anticipés
  - 4566. Actionnaires défaillants
  - 4567. Associés - Capital à rembourser
- 457. Associés - Dividendes à payer
- 458. Associés - Opérations faites en commun et en G.I.E.
  - 4581. Opérations courantes
  - 4588. Intérêts courus

### 46. Débiteurs divers et créditeurs divers
- 462. Créances sur cessions d'immobilisations
- 464. Dettes sur acquisitions de valeurs mobilières de placement
- 465. Créances sur cessions de valeurs mobilières de placement
- 467. Autres comptes débiteurs ou créditeurs
- 468. Divers - Charges à payer et produits à recevoir
  - 4686. Charges à payer
  - 4687. Produits à recevoir

### 47. Comptes transitoires ou d'attente
- 471 - 475. Comptes d'attente
- 476. Différence de conversion - Actif
  - 4761. Diminution des créances
  - 4762. Augmentation des dettes
  - 4768. Différences compensées par couverture de change
- 477. Différences de conversion - Passif
  - 4771. Augmentation des créances
  - 4772. Diminution des dettes
  - 4778. Différences compensées par couverture de change
- 478. Autres comptes transitoires

### 48. Comptes de régularisation
- 481. Charges à répartir sur plusieurs exercices (Règlement no 2004-06 du CRC)
  - 4816. Frais d'émission des emprunts
- 486. Charges constatées d'avance
- 487. Produits constatés d'avance
- 488. Comptes de répartition périodique des charges et des produits
  - 4886. Charges
  - 4887. Produits
- 489. Quotas d'émission alloués par l'État

### 49. Dépréciations des comptes de tiers
- 491. Dépréciations des comptes de clients
- 495. Dépréciations des comptes du groupe et des associés
  - 4951. Comptes du groupe
  - 4955. Comptes courants des associés
  - 4958. Opérations faites en commun et en GIE
- 496. Dépréciations des comptes de débiteurs divers
  - 4962. Créances sur cessions d'immobilisations
  - 4965. Créances sur cessions de valeurs mobilières de placement
  - 4967. Autres comptes débiteurs

## Classe 5: Comptes financiers
Les comptes de la classe 5 enregistrent :
- les mouvements de valeurs en espèces, chèques, coupons,
- les opérations faites en liaison avec les intermédiaires financiers.
- les valeurs mobilières de placement.

### 50. Valeurs mobilières de placement
- 501. Parts dans des entreprises liées
- 502. Actions propres
- 503. Actions
  - 5031. Titres cotés
  - 5035. Titres non cotés
- 504. Autres titres conférant un droit de propriété
- 505. Obligations et bons émis par la société et rachetés par elle
- 506. Obligations
  - 5061. Titres cotés
  - 5065. Titres non cotés
- 507. Bons du Trésor et bons de caisse à court terme
- 508. Autres valeurs mobilières de placement et autres créances assimilées
  - 5081. Autres valeurs mobilières
  - 5082. Bons de souscription
  - 5088. Intérêts courus sur obligations, bons et valeurs assimilés
- 509. Versements restant à effectuer sur valeurs mobilières de placement non libérées

### 51. Banques, établissements financiers et assimilés
- 511. Valeurs à l'encaissement
  - 5111. Coupons échus à l'encaissement
  - 5112. Chèques à encaisser
  - 5113. Effets à l'encaissement
  - 5114. Effets à l'escompte
- 512. Banques
  - 5121. Comptes en monnaie nationale
  - 5124. Comptes en devises
- 514. Chèques postaux
- 515. « Caisses » du Trésor et des établissements publics
- 516. Sociétés de bourse
- 517. Autres organismes financiers
- 518. Intérêts courus
  - 5181. Intérêts courus à payer
  - 5188. Intérêts à recevoir
- 519. Concours bancaires courants
  - 5191. Crédit de mobilisation de créances commerciales (CMCC)
  - 5193. Mobilisation de créances nées à l'étranger
  - 5198. Intérêts courus sur concours bancaires courants

### 52. Instruments de trésorerie
- 521 - Instruments financiers à terme
- 522 - Jetons détenus
- 523 - Jetons auto-détenus
- 524 - Jetons empruntés

### 53. Caisse
- 531. Caisse siège social
  - 5311. Caisse en monnaie nationale
  - 5314. Caisse en devise
- 532. Caisse succursale (ou usine) A
- 533. Caisse succursale (ou usine) B

### 58. Virements internes
Les comptes 58 " Virements internes " sont des comptes de passage utilisés pour la comptabilisation pratique d'opérations au terme desquelles ils sont soldés.
Ces comptes sont notamment destinés à permettre la centralisation, sans risque de double emploi :
des virements de fonds d'un compte de caisse ou de banque à un autre compte de banque ou de caisse ;
et, plus généralement, de toute opération faisant l'objet d'un enregistrement dans plusieurs journaux auxiliaires

### 59. Dépréciations des comptes financiers
- 590. Dépréciations des valeurs mobilières de placement
  - 5903. Actions
  - 5904. Autres titres conférant un droit de propriété
  - 5906. Obligations
  - 5908. Autres valeurs mobilières de placement et créances assimilées

## Classe 6: Comptes de charges
La classe 6 regroupe les comptes destinés à enregistrer, dans l'exercice, les charges par nature y compris celles concernant les exercices antérieurs qui se rapportent :
- à l'exploitation normale et courante de l'entité ;
- à sa gestion financière ;
- à ses opérations exceptionnelles ;
- à la participation des salariés aux résultats et aux impôts sur les bénéfices.

### 60. Achats (sauf 603)
- 601. Achats stockés - Matières premières (et fournitures)
  - 6011. Matières (ou groupe) A
  - 6012. Matières (ou groupe) B
  - 6017. Fournitures A, B, C
- 602. Achats stockés - Autres approvisionnements
  - 6021. Matières consommables
    - 60211. Matières (ou groupe) C
    - 60212. Matières (ou groupe) D

  - 6022. Fournitures consommables
    - 60221. Combustibles
    - 60222. Produits d'entretien
    - 60223. Fournitures d'atelier et d'usine
    - 60224. Fournitures de magasin
    - 60225. Fournitures de bureau

  - 6026. Emballages
    - 60261. Emballages perdus
    - 60265. Emballages récupérables non identifiables
    - 60267. Emballages à usage mixte
- 604. Achats d'études et prestations de services
- 605. Achats de matériel, équipements et travaux
- 606. Achats non stockés de matière et fournitures
  - 6061. Fournitures non stockables (eau, énergie, …)
  - 6063. Fournitures d'entretien et de petit équipement
  - 6064. Fournitures administratives
  - 6068. Autres matières et fournitures
- 607. Achats de marchandises
  - 6071. Marchandise (ou groupe) A
  - 6072. Marchandise (ou groupe) B
- 608. Compte réservé, le cas échéant, à la récapitulation des frais accessoires incorporés aux achats
- 609. Rabais, remises et ristournes obtenus sur achats
  - 6091. de matières premières (et fournitures)
  - 6092. d'autres approvisionnements stockés
  - 6094. d'études et prestations de services
  - 6095. de matériel, équipements et travaux
  - 6096. d'approvisionnements non stockés
  - 6097. de marchandises
  - 6098. Rabais, remises et ristournes non affectés
- 603. Variations des stocks (approvisionnements et marchandises)
  - 6031. Variation des stocks de matières premières (et fournitures)
  - 6032. Variation des stocks des autres approvisionnements
  - 6037. Variation des stocks de marchandises

### 61. Services extérieurs
- 611. Sous-traitance générale
- 612. Redevances de crédit-bail
  - 6122. Crédit-bail mobilier
  - 6125. Crédit-bail immobilier
- 613. Locations
  - 6132. Locations immobilières
  - 6135. Locations mobilières
  - 6136. Malis sur emballages
- 614. Charges locatives et de copropriété
- 615. Entretien et réparations
  - 6152. sur biens immobiliers
  - 6155. sur biens mobiliers
  - 6156. Maintenance
- 616. Primes d'assurances
  - 6161. Multirisques
  - 6162. Assurance obligatoire dommage construction
  - 6163. Assurance-transport
    - 61636. sur achats
    - 61637. sur ventes
    - 61638. sur autres biens

  - 6164. Risques d'exploitation
  - 6165. Insolvabilité clients
- 617. Études et recherches
- 618. Divers
  - 6181. Documentation générale
  - 6183. Documentation technique
  - 6185. Frais de colloques, séminaires, conférences
- 619. Rabais, remises et ristournes obtenus sur services extérieurs

### 62. Autres services extérieurs
- 621. Personnel extérieur à l'entreprise
  - 6211. Personnel intérimaire
  - 6214. Personnel détaché ou prêté à l'entreprise
- 622. Rémunérations d'intermédiaires et honoraires
  - 6221. Commissions et courtages sur achats
  - 6222. Commissions et courtages sur ventes
  - 6224. Rémunérations des transitaires
  - 6225. Rémunérations d'affacturage
  - 6226. Honoraires
  - 6227. Frais d'actes et de contentieux
  - 6228. Divers
- 623. Publicité, publications, relations publiques
  - 6231. Annonces et insertions
  - 6232. Échantillons
  - 6233. Foires et expositions
  - 6234. Cadeaux à la clientèle
  - 6235. Primes
  - 6236. Catalogues et imprimés
  - 6237. Publications
  - 6238. Divers (pourboires, dons courants, …)
- 624. Transports de biens et transports collectifs du personnel
  - 6241. Transports sur achats
  - 6242. Transports sur ventes
  - 6243. Transports entre établissements ou chantiers
  - 6244. Transports administratifs
  - 6247. Transports collectifs du personnel
  - 6248. Divers
- 625. Déplacements, missions et réceptions
  - 6251. Voyages et déplacements
  - 6255. Frais de déménagement
  - 6256. Missions
  - 6257. Réceptions
- 626. Frais postaux et de télécommunications
- 627. Services bancaires et assimilés
  - 6271. Frais sur titres (achat, vente, garde)
  - 6272. Commissions et frais sur émission d'emprunts
  - 6275. Frais sur effets
  - 6276. Location de coffres
  - 6278. Autres frais et commissions sur prestations de services
- 628. Divers
  - 6281. Concours divers (cotisations)
  - 6284. Frais de recrutement de personnel
- 629. Rabais, remises et ristournes obtenus sur autres services extérieurs

### 63. Impôts, taxes et versements assimilés
- 631. Impôts, taxes et versements assimilés sur rémunérations (administrations des impôts)
  - 6311. Taxe sur les salaires
  - 6312. Taxe d'apprentissage
  - 6313. Participation des employeurs à la formation professionnelle continue
  - 6314. Cotisation pour défaut d'investissement obligatoire dans la construction
  - 6318. Autres
- 633. Impôts, taxes et versements assimilés sur rémunérations (autres organismes)
  - 6331. Versement de transport
  - 6332. Allocations logement
  - 6333. Contribution unique des employeurs à la formation professionnelle
  - 6334. Participation des employeurs à l'effort de construction
  - 6335. Versements libératoires ouvrant droit à l'exonération de la taxe d'apprentissage
  - 6338. Autres
- 635. Autres impôts, taxes et versements assimilés (administrations des impôts)
  - 6351. Impôts directs (sauf impôts sur les bénéfices)
    - 63511. Contribution économique territoriale
    - 63512. Taxes foncières
    - 63513. Autres impôts locaux
    - 63514. Taxe sur les véhicules de société

  - 6352. Taxes sur le chiffre d'affaires non récupérables
  - 6353. Impôts indirects
  - 6354. Droits d'enregistrement et de timbre
    - 63541. Droits de mutation

  - 6358. Autres droits
- 637. Autres impôts, taxes et versements assimilés (autres organismes)
  - 6371. Contribution sociale de solidarité à la charge des sociétés
  - 6372. Taxes perçues par les organismes publics internationaux
  - 6374. Impôts et taxes exigibles à l'étranger
  - 6378. Taxes diverses

### 64. Charges de personnel
- 641. Rémunérations du personnel
  - 6411. Salaires, appointements
  - 6412. Congés payés
  - 6413. Primes et gratifications
  - 6414. Indemnités et avantages divers
  - 6415. Supplément familial
- 644. Rémunération du travail de l'exploitant
- 645. Charges de sécurité sociale et de prévoyance
  - 6451. Cotisations à l'URSSAF
  - 6452. Cotisations aux mutuelles
  - 6453. Cotisations aux caisses de retraites
  - 6454. Cotisations aux ASSEDIC
  - 6458. Cotisations aux autres organismes sociaux
- 646. Cotisations sociales personnelles de l'exploitant
- 647. Autres cotisations sociales
  - 6471. Prestations directes
  - 6472. Versements aux comités d'entreprise et d'établissement
  - 6473. Versements aux comités d'hygiène et de sécurité
  - 6474. Versements aux autres œuvres sociales
  - 6475. Médecine du travail, pharmacie
- 648. Autres charges de personnel

### 65. Autres charges de gestion courante
- 651. Redevances pour concessions, brevets, licences, marques, procédés, logiciels, droits et valeurs similaires
  - 6511. Redevances pour concessions, brevets, licences, marques, procédés
  - 6516. Droits d'auteur et de reproduction
  - 6518. Autres droits et valeurs similaires
- 653. Jetons de présence
- 654. Pertes sur créances irrécouvrables
  - 6541. Créances de l'exercice
  - 6544. Créances des exercices antérieurs
- 655. Quote-part de résultat sur opérations faites en commun
  - 6551. Quote-part de bénéfice transférée (comptabilité du gérant)
  - 6555. Quote-part de perte supportée (comptabilité des associés non gérants)
- 656. Pertes de change sur créances commerciales
- 658. Charges diverses de gestion courante

### 66. Charges financières
- 661. Charges d'intérêts
  - 6611. Intérêts des emprunts et dettes
    - 66116. des emprunts et dettes assimilées
    - 66117. des dettes rattachées à des participations

  - 6612. Charges de la fiducie, résultat de la période
  - 6615. Intérêts des comptes courants et des dépôts créditeurs
  - 6616. Intérêts bancaires et sur opérations de financement (escompte, …)
  - 6617. Intérêts des obligations cautionnées
  - 6618. Intérêts des autres dettes
    - 66181. des dettes commerciales
    - 66188. des dettes diverses
- 664. Pertes sur créances liées à des participations
- 665. Escomptes accordés
- 666. Pertes de change financières
- 667. Charges nettes sur cessions de valeurs mobilières de placement
- 668. Autres charges financières

### 67. Charges exceptionnelles
- 671. Charges exceptionnelles sur opérations de gestion
  - 6711. Pénalités sur marchés (et dédits payés sur achats et ventes)
  - 6712. Pénalités, amendes fiscales et pénales
  - 6713. Dons, libéralités
  - 6714. Créances devenues irrécouvrables dans l'exercice
  - 6715. Subventions accordées
  - 6717. Rappel d'impôts (autres qu'impôts sur les bénéfices)
  - 6718. Autres charges exceptionnelles sur opérations de gestion
- 672. Compte à la disposition des entités pour enregistrer, en cours d'exercice, les charges sur exercices antérieurs
- 674. Opérations de constitution ou liquidation des fiducies
  - 6741. Opérations liées à la constitution de fiducie - Transfert des éléments
  - 6742. Opérations liées à la liquidation de la fiducie
- 675. Valeurs comptables des éléments d'actif cédés
  - 6751. Immobilisations incorporelles
  - 6752. Immobilisations corporelles
  - 6756. Immobilisations financières
  - 6758. Autres éléments d'actif
- 678. Autres charges exceptionnelles
  - 6781. Malis provenant de clauses d'indexation
  - 6782. Lots
  - 6783. Malis provenant du rachat par l'entreprise d'actions et obligations émises par elle-même
  - 6788. Charges exceptionnelles diverses

### 68. Dotations aux amortissements, dépréciations et provisions
- 681. Dotations aux amortissements, dépréciations et provisions - Charges d'exploitation
  - 6811. Dotations aux amortissements sur immobilisations incorporelles et corporelles
    - 68111. Immobilisations incorporelles
    - 68112. Immobilisations corporelles

  - 6812. Dotations aux amortissements des charges d'exploitation à répartir
  - 6815. Dotations aux provisions d'exploitation
  - 6816. Dotations aux dépréciations des immobilisations incorporelles et corporelles
    - 68161. Immobilisations incorporelles
    - 68162. Immobilisations corporelles

  - 6817. Dotations aux dépréciations des actifs circulants
    - 68173. Stocks et en-cours
    - 68174. Créances
- 686. Dotations aux amortissements, dépréciations et provisions - Charges financières
  - 6861. Dotations aux amortissements des primes de remboursements des obligations
  - 6865. Dotations aux provisions financières
  - 6866. Dotations aux dépréciations des éléments financiers
    - 68662. Immobilisations financières
    - 68665. Valeurs mobilières de placement

  - 6868. Autres dotations
- 687. Dotations aux amortissements, dépréciations et provisions - Charges exceptionnelles
  - 6871. Dotations aux amortissements exceptionnels des immobilisations
  - 6872. Dotations aux provisions réglementées (immobilisations)
    - 68725. Amortissements dérogatoires

  - 6873. Dotations aux provisions réglementées (stocks)
  - 6874. Dotations aux autres provisions réglementées
  - 6875. Dotations aux provisions exceptionnelles
  - 6876. Dotations aux dépréciations exceptionnelles

### 69. Participation des salariés - Impôts sur les bénéfices et assimilés
- 691. Participation des salariés aux résultats
- 695. Impôts sur les bénéfices
  - 6951. Impôts dus en France
  - 6952. Contribution additionnelle à l'impôt sur les bénéfices
  - 6954. Impôts dus à l'étranger
- 696. Suppléments d'impôt sur les sociétés liés aux distributions
- 698. Intégration fiscale
  - 6981. Intégration fiscale - Charges
  - 6989. Intégration fiscale - Produits
- 699. Produits - Reports en arrière des déficits

## Classe 7: Comptes de produits
La classe 7 groupe les comptes destinés à enregistrer dans l'exercice les produits par nature y compris ceux concernant les exercices antérieurs qui se rapportent :
- à l'exploitation normale et courante de l'entité ;
- à sa gestion financière ;
- à ses opérations exceptionnelles ;
- aux transferts de charges.

### 70. Ventes de produits fabriqués, prestations de services, marchandises
- 701. Ventes de produits finis
  - 7011. Produits finis (ou groupe) A
  - 7012. Produits finis (ou groupe) B
- 702. Ventes de produits intermédiaires
- 703. Ventes de produits résiduels
- 704. Travaux
  - 7041. Travaux de catégorie (ou activité) A
  - 7042. Travaux de catégorie (ou activité) B
- 705. Études
- 706. Prestations de services
- 707. Ventes de marchandises
  - 7071. Marchandises (ou groupe) A
  - 7072. Marchandises (ou groupe) B
- 708. Produits des activités annexes
  - 7081. Produits des services exploités dans l'intérêt du personnel
  - 7082. Commissions et courtages
  - 7083. Locations diverses
  - 7084. Mise à disposition de personnel facturée
  - 7085. Ports et frais accessoires facturés
  - 7086. Bonis sur reprises d'emballages consignés
  - 7087. Bonifications obtenues des clients et primes sur ventes
  - 7088. Autres produits d'activités annexes (cessions d'approvisionnements)
- 709. Rabais, remises et ristournes accordés par l'entreprise
  - 7091. sur ventes de produits finis
  - 7092. sur ventes de produits intermédiaires
  - 7094. sur travaux
  - 7095. sur études
  - 7096. sur prestations de services
  - 7097. sur ventes de marchandises
  - 7098. sur produits des activités annexes

### 71. Production stockée (ou déstockage)
- 713. Variation des stocks (en-cours de production, produits)
  - 7133. Variation des en-cours de production de biens
    - 71331. Produits en cours
    - 71335. Travaux en cours

  - 7134. Variation des en-cours de production de services
    - 71341. Études en cours
    - 71345. Prestations de services en cours

  - 7135. Variation des stocks de produits
    - 71351. Produits intermédiaires
    - 71355. Produits finis
    - 71358. Produits résiduels

### 72. Production immobilisée
- 721. Immobilisations incorporelles
- 722. Immobilisations corporelles

### 74. Subventions d'exploitation
Le compte 74 « Subvention d'exploitation » est crédité du montant des subventions d'exploitation acquises à l'entité par le débit du compte de tiers ou de trésorerie intéressé.

### 75. Autres produits de gestion courante
- 751. Redevances pour concessions, brevets, licences, marques, procédés, logiciels, droits et valeurs similaires
  - 7511. Redevances pour concessions, brevets, licences, marques, procédés, logiciels
  - 7516. Droits d'auteur et de reproduction
  - 7518. Autres droits et valeurs similaires
- 752. Revenus des immeubles non affectés à des activités professionnelles
- 753. Jetons de présence et rémunérations d'administrateurs, gérants
- 754. Ristournes perçues des coopératives (provenant des excédents)
- 755. Quote-part de résultat sur opérations faites en commun
  - 7551. Quote-part de perte transférée (comptabilité du gérant)
  - 7555. Quote-part de bénéfice attribuée (comptabilité des associés non gérants)
- 756. Gains de change sur créances commerciales
- 758. Produits divers de gestion courante

### 76. Produits financiers
- 761. Produits de participations
  - 7611. Revenus des titres de participations
  - 7612. Produits de la fiducie, résultat de la période
  - 7616. Revenus sur autres formes de participation
  - 7617. Revenus des créances rattachées à des participations
- 762. Produits des autres immobilisations financières
  - 7621. Revenus des titres immobilisés
  - 7626. Revenus des prêts
  - 7627. Revenus des créances immobilisées
- 763. Revenus des autres créances
  - 7631. Revenus des créances commerciales
  - 7638. Revenus des créances diverses
- 764. Revenus des valeurs mobilières de placement
- 765. Escomptes obtenus
- 766. Gains de change financiers
- 767. Produits nets sur cessions de valeurs mobilières de placement
- 768. Autres produits financiers

### 77. Produits exceptionnels
- 771. Produits exceptionnels sur opérations de gestion
  - 7711. Dédits et pénalités perçus sur achats et sur ventes
  - 7713. Libéralités reçues
  - 7714. Rentrées sur créances amorties
  - 7715. Subventions d'équilibre
  - 7717. Dégrèvements d'impôts autres qu'impôts sur les bénéfices
  - 7718. Autres produits exceptionnels sur opérations de gestion
- 772. Compte à la disposition des entités pour enregistrer, en cours d'exercice, les produits sur exercices antérieurs
- 774. Opérations de constitution ou liquidation des fiducies
  - 7741. Opérations liées à la constitution de fiducie - Transferts des éléments
  - 7742. Opérations liées à la liquidation de la fiducie
- 775. Produits des cessions d'éléments d'actif
  - 7751. Immobilisations incorporelles
  - 7752. Immobilisations corporelles
  - 7756. Immobilisations financières
  - 7758. Autres éléments d'actif
- 777. Quote-part des subventions d'investissement virée au résultat de l'exercice
- 778. Autres produits exceptionnels
  - 7781. Bonis provenant de clauses d'indexation
  - 7782. Lots
  - 7783. Bonis provenant du rachat par l'entreprise d'actions et d'obligations émises par elle-même
  - 7788. Produits exceptionnels divers

### 78. Reprises sur amortissements, dépréciations et provisions
- 781. Reprises sur amortissements, dépréciations et provisions (à inscrire dans les produits d'exploitation)
  - 7811. Reprises sur amortissements des immobilisations incorporelles et corporelles
    - 78111. Immobilisations incorporelles
    - 78112. Immobilisations corporelles

  - 7815. Reprises sur provisions d'exploitation
  - 7816. Reprises sur dépréciations des immobilisations incorporelles et corporelles
    - 78161. Immobilisations incorporelles
    - 78162. Immobilisations corporelles

  - 7817. Reprises sur dépréciations des actifs circulants
    - 78173. Stocks et en-cours
    - 78174. Créances
- 786. Reprises sur dépréciations et provisions (à inscrire dans les produits financiers)
  - 7865. Reprises sur provisions financières
  - 7866. Reprises sur dépréciations des éléments financiers
    - 78662. Immobilisations financières
    - 78665. Valeurs mobilières de placement
- 787. Reprises sur dépréciations et provisions (à inscrire dans les produits exceptionnels)
  - 7872. Reprises sur provisions réglementées (immobilisations)
    - 78725. Amortissements dérogatoires
    - 78726. Provision spéciale de réévaluation
    - 78727. Plus-values réinvesties

  - 7873. Reprises sur provisions réglementées (stocks)
  - 7874. Reprises sur autres provisions réglementées
  - 7875. Reprises sur provisions exceptionnelles
  - 7876. Reprises sur dépréciations exceptionnelles

### 79. Transferts de charges
- 791. Transferts de charges d'exploitation
- 796. Transferts de charges financières
- 797. Transferts de charges exceptionnelles

## Classe 8: Comptes spéciaux
La classe 8 est utilisée pour satisfaire à des exigences d'information relatives aux documents de synthèse (Bilan : compte 89, Compte de Résultat : compte 88 et Annexe : compte 80).
Dans le cadre de l'adaptation du plan comptable pour les associations à but non lucratif, la classe 8 est utilisée pour le temps de bénévolat, la mise à disposition gratuite de biens, les dons, secours et prestations en nature. Le compte 86 (emplois des contributions volontaires en nature), subdivisé en 860, 861, 862 et 864, doit être à l'équilibre avec le compte 87 (contributions volontaires en nature), subdivisé en 870, 871 et 875.

### 80. Engagements
- 801. Engagements donnés par l'entité
  - 8011. Avals, cautions, garanties
  - 8014. Effets circulant sous l'endos de l'entité
  - 8016. Redevances crédit-bail restant à courir
    - 80161. Crédit-bail mobilier
    - 80165. Crédit-bail immobilier

  - 8018. Autres engagements donnés
- 802. Engagements reçus par l'entité
  - 8021. Avals, cautions, garanties
  - 8024. Créances escomptées non échus
  - 8026. Engagements reçus pour utilisation en crédit-bail
    - 80261. Crédit-bail mobilier
    - 80265. Crédit-bail immobilier

  - 8028. Autres engagements reçus
- 809. Contrepartie des engagements
  - 8091. Contrepartie 801
  - 8092. Contrepartie 802

### 88. Résultat en instance d'affectation
Ce compte peut être utilisé par l'entité pour l'affectation du résultat de l'exercice précédent.

### 89. Bilan
Les comptes 890 "Bilan d'ouverture" et 891 "Bilan de clôture" peuvent être utilisés pour la réouverture et la clôture des comptes de l'exercice.

## Classe 9: Comptabilité analytique
Analyse des produits et charges par destination (à quel service de l'entreprise ou à quel produit est destinée la dépense ?) et non par nature. Elle permet de rechercher où se crée la marge de l'entreprise. Utiliser la classe 9 n'est pas obligatoire ; la comptabilité analytique étant complexe et coûteuse, on la trouve surtout dans les secteurs ayant des processus économiques complexes, comme l'industrie, la grande distribution.
La liste des comptes de la classe 9 figurait dans le plan comptable général de 1982 dans la partie jaune (page III.39 à III.41)
La classe 9 a aujourd'hui disparu du plan comptable.